# Étienne Bandy de Nalèche
Pour les articles homonymes, voir Bandy (homonymie).
Étienne Bandy, comte de Nalèche, né au Monteil-au-Vicomte le 1er août 1865 et mort à Paris le 17 novembre 1947, est un journaliste français.

## Biographie
Fils du député Louis Bandy de Nalèche, Étienne de Nalèche est élève du lycée Hoche à Versailles, du collège Stanislas de 1880 à 1883 à Paris, il prépare sa licence de droit et est étudiant de l’École libre des sciences politiques, section diplomatique de 1885 à 1887.
Il commence sa carrière comme attaché autorisé à la sous-direction du contentieux de la direction des Affaires politiques du Quai d’Orsay en août 1887. Il est reçu 13e sur 14 à l’examen de classement pour entrer dans la carrière diplomatique le 16 février 1891. En poste à la direction politique, il est ensuite nommé le 30 juin 1892 secrétaire d'ambassade à Vienne.
Il épouse l'héritière du Journal des débats, Julia de Jannel Ménard de Vauréal, fille du comte Henri de Vauréal et petite-fille de Bernard Camille Collas, directeur de la Compagnie des Phares d’Orient, le 29 mai 1888,. La bénédiction nuptiale leur est donnée par l’évêque de Versailles en l’église Saint-Louis d’Antin à Paris, le mercredi 30 mai 1888. Il démissionne alors pour devenir secrétaire du conseil d'administration du Journal des Débats (1893) puis directeur de la Société du Journal des Débats en 1896 puis du journal lui-même en 1898. Vice-président du Syndicat de la presse parisienne, il y est très actif et succède à Jean Dupuy comme président (1919-1928 puis 1934-1944). Il préside le Comité général des associations de presse.
Il est président de la Maison de santé des gardiens de la paix et de la Caisse des Victimes du devoir.
Il est également membre du Comité d’assistance par le travail, de la Société contre le chômage et du Comité consultatif des Postes et Télégraphes.
Il est conseiller municipal et délégué cantonal du Monteil-au-Vicomte (Creuse) pendant quelques années.
Nalèche est président de l’Association creusoise destinée à permettre à de jeunes Creusois de poursuivre leurs études et de l’Association des Amis d’Aubusson en 1936.
Il devient membre du conseil d’administration de la Compagnie universelle du canal de Suez lors de l’assemblée générale du 7 janvier 1918.
Il est membre du cercle de l’Union.
Il est élu membre de l'Académie des sciences morales et politiques au fauteuil de Gaston Doumergue le 11 décembre 1937.
Il est commandeur de la Légion d’honneur (chevalier en 1912, officier en 1920 et commandeur en 1926).
Pendant la Première guerre mondiale, Nalèche écrit quotidiennement à son ami l'industriel sucrier Pierre Lebaudy, qui s'est engagé. Cette correspondance, qui a été éditée, est une source passionnante sur la situation à Paris pendant la guerre dans les milieux de l'élite. Chaque lettre est publiée en ligne le jour de ses 100 ans.